# Gérard Adanhoume
Gérard Adanhoume (Cotonou, 26 de novembro de 1986) é um futebolista beninense que atua como meia.

## Carreira
Gérard Adanhoume representou o elenco da Seleção Beninense de Futebol no Campeonato Africano das Nações de 2010.